# Prunus hortulana
Espèce
Classification phylogénétique
Répartition géographique
Prunus hortulana, le prunier hortulan, est une espèce de plantes à fleurs de la famille des Rosaceae. C'est un arbuste fruitier que l'on le trouve dans les états du centre des États-Unis, en Amérique du Nord.